# Непорадная, Неля Игоревна
Неля Игоревна Непорадная (укр. Неля Ігорівна Непорадна; род. 29 июля 1985, Ивано-Франковск) — украинская легкоатлетка, специалистка по бегу на средние дистанции. Выступала на профессиональном уровне в 1999—2005 годах, чемпионка мира и Европы среди юниорок, победительница и призёрка ряда крупных международных стартов, чемпионка Украины, участница летних Олимпийских игр в Афинах. Мастер спорта Украины международного класса.

## Биография
Неля Непорадная родилась 29 июля 1985 года в Ивано-Франковске, Украинская ССР.
Выступала на крупных юношеских стартах начиная с 1999 года, преимущественно на дистанциях 1500 и 3000 метров.
Впервые заявила о себе на международном уровне в сезоне 2001 года, когда вошла в состав украинской сборной и выступила в беге на 1500 метров на юношеском мировом первенстве в Дебрецене.
В 2002 году приняла участие в чемпионате Европы по кроссу в Медулине, заняла среди юниорок 73-е место.
В 2003 году бежала 1500 метров на чемпионате мира в помещении в Бирмингеме, одержала победу на юниорском европейском первенстве в Тампере, заняла 11-е место на чемпионате мира в Париже.
В 2004 году в дисциплине 1500 метров выступила на чемпионате мира в помещении в Будапеште, превзошла всех соперниц на юниорском мировом первенстве в Гроссето. Благодаря череде успешных выступлений удостоилась права защищать честь страны на летних Олимпийских играх в Афинах — на предварительном квалификационном этапе программы 1500 метров показала время 4:08.60, чего оказалось недостаточно для выхода в полуфинальную стадию соревнований.
В 2005 году в беге на 800 метров победила на чемпионате Украины в Киеве, в беге на 1500 метров финишировала седьмой на Кубке Европы во Флоренции, четвёртой на молодёжном европейском первенстве в Эрфурте, в то время как на чемпионате мира в Хельсинки не прошла дальше предварительного квалификационного этапа. По окончании этого сезона завершила спортивную карьеру.